# Euphyllura olivina
Euphyllura olivina Costa 1839, es un hemíptero de la familia Psyllidae que en determinados momentos puede ser una plaga de los cultivos. Afecta principalmente al olivo.
En España según las zonas recibe el nombre vulgar de algodoncillo del olivo.

## Generalidades
En España está presente en todas las zonas oleícolas así como en el resto de la cuenca del Mediterráneo.

## Descripción
El adulto es de unos 2 o 3 mm de longitud grueso y de color verde. Las larvas tienen una gran cantidad de glándulas por la que segregan una cera blanca que recubre totalmente las colonias larvarias y que le da un aspecto de algodón.

## Biología
Pasan el invierno en estado adulto, sobre abril o mayo, las hembras realizan las puestas en las proximidades de las flores y de los brotes jóvenes.

## Daños
Es un insecto chupador que se alimenta de la savia del olivo. Para que se produzcan daños importantes se necesitan que haya al menos 10 insectos por inflorescencia lo que suele ser muy difícil que ocurra por lo que sus daños no suelen ser de importancia.

## Control
Normalmente no se recomienda realizar tratamientos contra este insecto a menos que la población sea muy alta.